# Orfeón Universitario de Málaga
El Orfeón Universitario de Málaga es una agrupación musical, declarada por el Ayuntamiento de Málaga como asociación de "Utilidad Pública Municipal", que interpreta un amplio repertorio de música polifónica coral. 

## Historia
Tras la creación de la Universidad de Málaga en 1972, el entonces rector, D. Antonio Gallego Morel, crea en 1975 este coro bajo la dirección musical de su fundador y el que será su director durante los próximos 25 años, D. Luis Díez Huertas. Posteriormente, entre 1993 y 1999 D. Miguel A. Garrido Sánchez desempeñará el cargo de Director Adjunto. Ambos directores cosecharán diversos títulos y premios tras ganar varios concursos y certámenes musicales.
En el año 2001 el Orfeón Universitario de Málaga se constituye jurídicamente como Asociación Estudiantil y comienza a ser dirigido por el actual director D. Mario Porras Estrada, que apoyado por otros miembros del Orfeón, la Fundación Musical de Málaga (FMM) y del IES Ben Gabirol, será el encargado de crear en el curso 2010/11 el Orfeón Preuniversitario de Málaga y la Escolanía del Orfeón Universitario de Málaga con la colaboración de la FMM, el CEIP Luis de Góngora y su actual directora fundadora Dña. Ana Belén Sánchez Ramos.

### Colaboraciones
- 2001: Coro de Voces Blancas Ad Libitum, Coro Vox Iuvenalis, y Cor de la Facultat de Medicina de València. (I Encuentro Navideño de Coros Estudiantiles).
- 2002: Coro de la Universidad de Alcalá de Henares (I Encuentro Universitario de Música Coral Regional).
- 2002: Coro de la Universidad de Extremadura, Coro “Nostro Tempo” del Conservatorio Eduardo Ocón y Coral María Inmaculada (Antequera). (II Encuentro Navideño de Coros Estudiantiles).
- 2003: Coro da Universidade Portucalense Infante Dom Henrique y el Orfeão Universitário de Aveiro. (6º Encontro de Coros Universitários, ECU).
- 2003: Coro de la Universidad de Sevilla y la Orquesta Sinfónica Hispalense de Jóvenes Intérpretes.
- 2003: Coro de Cámara de la Universidad de Karlsruhe (Alemania).
- 2003: Orquesta Filarmónica de Málaga y barítono Carlos Álvarez. (Estreno de la ópera "Zamarrilla", de Antonio Rozas).
- 2004: Coro de la Universidad de Sevilla, Capella Carolina de la Universidad de Heidelberg, Coral Ciudad de Zamora y Joven Orquesta Sinfónica Ciudad de Salamanca. (Requiem alemán de Johannes Brahms).
- 2004: Barítono Juan Manuel Corado Osorio, tenor José Francisco Martínez Chávez, y pianista Isabella Tammik. (Gala Lírica en colaboración con la Fundación Unicaja).
- 2004: Coro San Miguel de Miramar. (Concierto de Navidad a beneficio de ASPANOMA - Asociación de Padres de Niños con Cáncer).
- 2005: Coro de la Universidad de Sevilla y Orquesta del Conservatorio Superior de Música de Canarias. (Requiem K626 de Wolfgang Amadeus Mozart).
- 2006: Coro Universitario de Oviedo. (Intercambio coral Oviedo-Málaga).
- 2006: Director y compositor Albert Alcaraz. (II Taller de introducción a la música vocal contemporánea).
- 2006: Orfeón Universitario de la Universidad Central de Venezuela (Caracas). (Gira europea por Portugal, España y República Checa, con la colaboración de la Embajada de Venezuela en España).

## Reconocimientos y méritos
- 2º premio, en el Certamen de Villancicos de Cabra (Córdoba), 1981.
- 2º premio. Certamen de Villancicos de la misma ciudad el año siguiente, 1986.
- 1.er Premio. Obra Región de Origen en el Certamen Internacional de Torrevieja (Alicante), 1986.
- 2º Premio del Certamen Canción Marinera, en San Vicente de la Barquera (Cantabria) 1993.
- Creación del Orfeón Preuniversitario de Málaga. (Curso 2010/11).
- Desarrollo de Talleres de Iniciación a la Polifonía. (Cursos 2012/13 y 2013/14).
- Creación de la Escolanía del Orfeón Universitario de Málaga. (Curso 2013/14).
- Declaración de "Utilidad Pública Municipal". (enero de 2013).